# Piltown
Piltown (iriska: Baile an Phoill) är en ort i republiken Irland.   Den ligger i grevskapet Kilkenny och provinsen Leinster, i den centrala delen av landet, 130 km sydväst om huvudstaden Dublin. Piltown ligger 31 meter över havet och antalet invånare är 1 187.